# Carinoturris
Carinoturris là một chi ốc biển, là động vật thân mềm chân bụng sống ở biển trong họ Turridae.

## Các loài
Các loài thuộc chi Carinoturris bao gồm:
- Carinoturris adrastia (Dall, 1919)[2]
- Carinoturris fortis Bartsch, 1944[3]
- Carinoturris polycaste (Dall, 1919)[4]